# Heliophila carnosa
Heliophila carnosa là một loài thực vật có hoa trong họ Cải. Loài này được Steud. mô tả khoa học đầu tiên.